# Frontière linguistique en Belgique

La frontière linguistique fut établie le 8 novembre 1962 initialement pour séparer les zones de langues néerlandaise au nord et de langue française au sud. Elle sera ensuite traduite dans l'article 4 de la Constitution belge qui délimitera quatre régions linguistiques de Belgique:
- allemand (en bleu)
- français (en rouge)
- néerlandais (en jaune)
- bilingue français / néerlandais de Bruxelles-Capitale, en hachuré).

La frontière linguistique en Belgique est une frontière administrative interne à la Belgique fixée le 8 novembre 1962 et qui partage géographiquement le pays en deux territoires : l'un de langue néerlandaise, au nord, et l'autre de langue française, au sud. Elle est la conséquence des tensions communautaires et linguistiques qui règnent dans le Royaume.
Ce partage sera inscrit dans une révision de la Constitution belge du 24 décembre 1970, lors de la première réforme de l’État qui fut traduite par l'article 4 de la Constitution qui crée officiellement quatre régions linguistiques : 
- La Région de langue allemande de Belgique
- La Région de langue française de Belgique
- La Région de langue néerlandaise de Belgique
- La Région bilingue de Bruxelles-Capitale (français / néerlandais)

Ces quatre régions sont à ne pas confondre avec les trois régions administratives de Belgique, traitées par l'article 3 de la Constitution belge, ni avec les trois Communautés de Belgique, traitées par l'article 2 de la Constitution belge.

## Contexte historique

### Temps modernes
En 1556, le successeur de Charles Quint, son fils, Philippe II fut très mal accueilli par les populations des Dix-Sept Provinces car, éduqué en Espagne, il ne parlait pas la langue néerlandaise et n'avait pas la philosophie tolérante qui régnait dans ces régions à l'époque. Cela entraina un soulèvement contre le souverain, ce qui mena, entre autres, à la Guerre de Quatre-Vingts Ans qui, malgré la Pragmatique Sanction, vit la scission des provinces et l'indépendance des Provinces-Unies.

### Régime français
En 1789 survient la Révolution française qui engendre les guerres de la Révolution durant lesquelles l'armée révolutionnaire tenta d'annexer les Pays-Bas autrichiens. Après l'échec de la première annexion française des États de Belgique en 1792, les français annexent officiellement le territoire le 1er octobre 1795 et le Premier Empire le divise en neuf départements où le français est de rigueur, tout du moins dans l'administration.

### Sous le régime néerlandais (1815-1830)
Après la défaite de Napoléon Bonaparte à la bataille de Waterloo le 18 juin 1815, le Premier Empire français est démembré et un nouvel État est créé par le congrès de Vienne la même année : le royaume uni des Pays-Bas. Celui-ci se compose alors des Dix-Sept Provinces formant autrefois les Pays-Bas espagnols et formant grosso modo l'actuel Benelux. Il est placé sous l'autorité du roi grand-duc Guillaume Ier d'Orange-Nassau.
Les autorités de l'époque prêtaient attention à l'usage des langues en voulant faire du néerlandais la langue véhiculaire du nouvel État-Nation, avec l'idée de mettre un terme à la francisation de la Flandre.
Pour autant, Guillaume Ier n'entend pas imposer le néerlandais de façon uniforme sur tout le territoire. Au nord, il va l'imposer dans l'administration, la justice et l'enseignement étant donné que la langue y était bien comprise ; à Bruxelles, l'une des deux capitales du royaume, les documents officiels sont publiés en néerlandais et en français. Au sud en revanche, le néerlandais va être suggéré mais, dans l'enseignement, le bilinguisme est imposé. Cependant, il n'y a pas assez d'instituteurs qui parlent néerlandais pour permettre d'enseigner le néerlandais.
En dépit des accommodements, l'extension de l'usage du néerlandais, devint une des motivations des acteurs de la révolution belge, qui réclamèrent, dès 1830, la liberté de l'emploi des langues pour les citoyens.

### L'Unionisme (1830-1847)
En 1830 éclate la révolution belge qui mène à l'indépendance du pays le 4 octobre 1830.
Juridiquement, l'article 30 de la Constitution belge de 1831 consacre la liberté d'emploi des langues. Une loi autorise même la traduction des lois en néerlandais dans les communes dans lesquelles les habitants le parlent.
Dans les faits, le français est la langue des élites, aux responsabilités, alors que le néerlandais, associé au régime déchu, est déconsidéré ; l'administration du pays est alors essentiellement gérée en français, mais globalement, dans les premières années, aucune question linguistique ne se pose sur le plan politique.

### Naissance du mouvement flamand (1847-1900)
À partir de 1835 émerge un mouvement flamand qui réclame une meilleure reconnaissance de l'usage du néerlandais dans l'administration de l'état et ses contacts avec les citoyens. Ces revendications commencent à être rencontrées, institutionnellement, dans le dernier quart du siècle, à travers, notamment quelques lois qu'à travers une série lois promulguées durant le dernier quart du XIXe siècle. Une loi de 1878, par exemple, prévoit l'utilisation du néerlandais, en matière administrative, dans certains cas, à Bruxelles et dans les provinces du nord.
Le suffrage universel, décrété en 1893, renforce la voix des citoyens néerlandophones et leur permet d'accéder aux postes électifs et aux responsabilités. La Loi du 18 avril 1898 enfin, dite Loi d'égalité impose que les lois soient votées, sanctionnées, promulguées et publiées en langue française et en langue néerlandaise. Ces lois avaient pour vocation d'assurer l'égalité de l'utilisation du français et du néerlandais dans l'enseignement, la justice et l'administration. Officiellement donc, le Nord du pays n'est pas unilingue néerlandophone, mais devient bilingue - contrairement au Sud du pays.

## Naissance de la frontière linguistique

### Réaction wallonne
Un mouvement wallon émerge en réaction aux lois des années de 1878 qui tendent, en théorie, à imposer le bilinguisme à l'ensemble du pays. Or, de manière générale, les députés francophones ne maitrisent pas le néerlandais puisque, jusque-là, le français était l'unique langue officielle.
Ce mouvement produit un manifeste centré sur l'idée d'une séparation administrative du pays en deux régions distinctes, qui auraient chacune leurs règles propres en termes d'emploi des langues.

### La loi du 31 juillet 1921
Les mouvements flamand et wallon s'affirment et leur opposition débouche sur la promulgation de la Loi du 31 juillet 1921, qui trace une frontière linguistique administrative qui découpe le pays en trois régions : les communes du nord doivent désormais utiliser exclusivement le néerlandais ; celles du sud le français ; la région bilingue de Bruxelles est redéfinie de façon plus restrictive.
La loi de 1921 est complétée par celle du 28 juin 1932 qui, d'une part, définit la région composée des communes germanophones et, d'autre part, précise des conditions qui déterminent l'appartenance linguistique d'une commune. En effet, à cette époque, la frontière linguistique est mobile, c'est-à-dire que lorsque la majorité linguistique change dans une commune, celle-ci change de province et donc change de région, déplaçant ainsi la frontière. C'est le recensement décennal qui permettait alors de déterminer la langue majoritairement parlée dans les communes.

## La fixation de la frontière

### Frontière mouvante
Les recensements de 1920, 1930 et 1947 font constater un développement de l'usage du français par la population des provinces flamandes et autour de Bruxelles. Le mouvement flamand veut contrer cette tendance et entreprend de s'opposer au principe de mobilité de la frontière linguistique et réclame en ce sens la suppression du volet linguistique du recensement (institué en 1932),.
Émerge alors l'idée d'un État belge constitué de deux entités unilingues et d'un arrondissement de Bruxelles bilingue. Parallèlement se pose la question de la définition d'un statut spécifique pour les communes situées le long de la frontière linguistique, mais accueillant une minorité linguistique substantielle.

### Le centre Harmel (1948-1963)
Le Centre Harmel est créé le 3 mai 1948 afin de rechercher une solution nationale des problèmes sociaux, politiques et juridiques en régions wallonne et flamande pour se pencher, entre autres sur la méthode à recommander pour tracer la frontière linguistique. Le Centre étudie différentes options dont il se dégage l'intérêt pour une frontière fixe, définitive et linéaires (sans inclusion).
En 1958, le même Centre Harmel a déposé un rapport à la Chambre des représentants, lequel comprenait des recommandations, datant de 1951, sur la fixation de la frontière linguistique. Ce dépôt a mené à deux lois adoptées respectivement les 8 novembre 1962 et 2 août 1963. La première a établi un unilinguisme en Flandre et en Wallonie ; la seconde établit un bilinguisme dans l'agglomération bruxelloise.
Ces deux lois viennent donc fixer la frontière linguistique de manière définitive.

### Conséquences politiques
Ces lois qui avaient pour unique finalité, au départ, d'équilibrer l'usage des langues en matière administrative, vont également soulever ou cristalliser des divergences entre néerlandophones, francophones et Bruxellois, d'abord politiques, puis économiques, sociales et culturelles. En ce sens, la reconnaissance du néerlandais comme langue officielle et l'établissement d'une frontière fixe - et désormais sans considération pour les évolutions de la population - n'a rassasié ni les Flamands, ni les Wallons. Le monde politique, suivi par les médias, s'appuie sur ces divergences pour procéder à une progressive transformation institutionnelle de la Belgique d'un état unitaire à un État fédéral où les Régions prennent progressivement leur indépendance et leurs responsabilités politiques. La question de l'usage des langues, qui relevait d'une question d'égalité de traitement, est devenue avec le temps un prétexte, simplificateur, de revendications politiques d'une autre nature.

## La frontière linguistique de Bruxelles

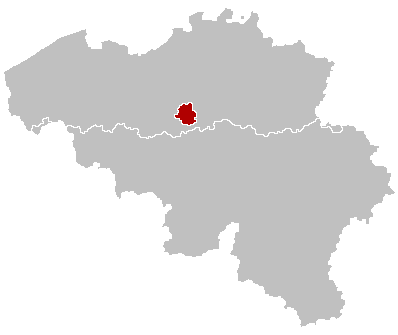
Bien qu'elle soit enclavée dans le territoire de la Région flamande, la région de Bruxelles-Capitale est officiellement bilingue bien qu'elle soit majoritairement francophone.

### Une ville bilingue isolée
En soi, dès la Loi de 1898, l'usage officiel des langues à Bruxelles est tranché : la capitale est administrativement bilingue. Par ce bilinguisme, Bruxelles ne peut appartenir à aucune des deux autres Régions unilingues.
Au cours des XIXe et XXe siècles, Bruxelles s'est transformée d'une ville essentiellement néerlandophone en une ville multilingue, où le français est largement majoritaire. Le mouvement flamand s'inquiète de cette expansion de l'usage du français autour de la capitale et va alors chercher, en même temps, à renforcer le bilinguisme à Bruxelles - c'est-à-dire, concrètement, encourager l'usage du néerlandais dans une ville déjà très francophone - et confiner géographiquement autant que possible l'usage du français.
Parallèlement, le processus de fédéralisation du pays voit désormais les intérêts des Régions s'opposer, aucune n'envisageant de renoncer à son influence sur la gestion de la capitale politique et économique du pays. C'est la définition et la fixation de la frontière linguistique autour de la zone bilingue qui va susciter les tensions politiques qui vont traverser le siècle.

### Création d'une agglomération
La Loi de 1921 confirme le caractère bilingue de Bruxelles et définit un périmètre de 17 communes de sa périphérie où le bilinguisme s'appliquera de la même façon. Ce périmètre reste toutefois encore sujet à révision, selon le constat des recensements décennaux.
La loi de 1932 relative à l'emploi des langues en matière administrative étend le bilinguisme aux administrations locales de Bruxelles. Jusqu'alors, les communes étaient gérées par une élite francophone qui n'encourageait pas l'usage du néerlandais. Cela interdisait aux Néerlandophones de parler leur langue dans leurs contacts avec l'administration et développait l'usage du français.
Sur base du recensement de 1947, la Loi du 2 juillet 1954 rassemble dans l'agglomération bruxelloise bilingue les communes d'Anderlecht, Auderghem, Berchem-Sainte-Agathe, Bruxelles, Etterbeek, Evere, Forest, Ganshoren, Ixelles, Jette, Koekelberg, Molenbeek-Saint-Jean, Saint-Gilles, Saint-Josse-ten-Noode, Schaerbeek, Uccle, Watermael-Boitsfort, Woluwe-Saint-Lambert, Woluwe-Saint-Pierre.
Une frontière linguistique ceinture ainsi désormais les 19 communes qui formeront l'Agglomération bruxelloise en 1971, à laquelle succédera la Région de Bruxelles-Capitale en 1989.

### Conséquences politiques
Les Bruxellois ont le choix de la langue qu'ils vont utiliser, aussi bien pour l'enseignement de leurs enfants que dans les hôpitaux, etc. "Ceci a été adopté par le Constituant belge afin d'éviter la création de deux sous-nationalités ". Dans l'administration, tous les documents publics sont rédigés dans les deux langues et, les citoyens ont le droit de choisir la langue dans laquelle ils désirent recevoir leurs documents. 
Pour ce qui est de l'enseignement, jusqu'en 1971, les familles devaient inscrire leurs enfants dans une école qui enseignait dans la "langue maternelle" de l'enfant. Les parents devaient remplir une déclaration linguistique. La loi du 26 juillet 1971 permet depuis au chef de famille de choisir la langue d'enseignement de son enfant. Ceci confère un statut particulièrement libéral à Bruxelles puisque les parents peuvent, sans restriction aucune, choisir l'école de leur enfant.

## La région de langue allemande
La frontière de la région de langue allemande de Belgique a une origine plus historique que politique.
Le territoire de cette région linguistique couvre en effet les communes transférées par l'Allemagne à la Belgique (sauf Malmedy et Waimes) à l'issue de la Première Guerre mondiale, à savoir : Eupen, La Calamine, Lontzen, Raeren, Amblève, Bullange, Burg-Reuland, Butgenbach et Saint-Vith.
En tant que tel, ce périmètre n'a jamais été contesté. Les compétences régionales - au sens du mot "Région" dans la Constitution belge - y sont exercées par la Région wallonne. L'existence institutionnelle de cette région linguistique prend la forme d'une Communauté - au sens du mot "Communauté" dans la Constitution belge -, nommée la Communauté germanophone de Belgique, dont l'existence institutionnelle et l'autonomie se sont surtout développées par voie de conséquence des transformations institutionnelles du pays et l'émergence du concept de Communauté.
En 1973, une institution représentative (Rat der deutschen Kulturgemeinschaft) est créée pour les germanophones de Belgique.
En Province du Luxembourg dans la région du Arelerland, la langue maternelle des habitants était jusqu'au XXe siècle le luxembourgeois mais depuis 1839 et l'intégration de cette région à la Belgique le luxembourgeois a été complètement remplacé par le français.

## Les facilités linguistiques
Une frontière linguistique figée pose le problème des minorités substantielles parlant l'autre langue, en particulier dans les communes frontalières, amplifié par l'évolution démographique et institutionnelle du pays. Ces minorités linguistiques ont fait l'objet de nombreuses dispositions légales et de discussions politiques dès la fin du XIXe siècle.